# Église Sainte-Croix d'Aixe-sur-Vienne
L'église Sainte-Croix est une église catholique située à Aixe-sur-Vienne, dans le département français de la Haute-Vienne.

## Localisation
L'église est située dans la ville d'Aixe-sur-Vienne, place Aymard Fayard.

## Architecture et extérieurs
De style romano-gothique, l'édifice comprend sur sa face nord un portail à cinq voussures.

## Intérieurs
Les trois travées voûtées d’ogives de la nef datent du XVIe siècle et ont été restaurées en 2002.
L'église renferme un trésor composé de vingt-et-un reliquaires dont deux châsses en émail de Limoges sur cuivre champlevé.
Elle est inscrite à l'Inventaire général du patrimoine culturel.